# She's a Bad Mama Jama (She's Built, She's Stacked)
She's a Bad Mama Jama (She's Built, She's Stacked) is een nummer van de Amerikaanse zanger Carl Carlton uit 1981. Het is de tweede single van zijn titelloze vierde studioalbum.
"She's a Bad Mama Jama" werd een bescheiden hit in de Verenigde Staten, het Verenigd Koninkrijk, en Nieuw-Zeeland. In de Amerikaanse Billboard Hot 100 bereikte het de 22e positie. Hoewel de plaat in het Nederlandse taalgebied geen hitlijsten bereikte, geniet het er wel bekendheid en werd het een radiohit.

## Tracklijst
7"-single
1. "She's a Bad Mama Jama (She's Built, She's Stacked)" - 3:56
2. "This Feeling's Rated X-Tra" - 4:09